# アドラーダス
アドラーダス（Adradas）は、スペイン・カスティーリャ・イ・レオン州ソリア県にあるムニシピオ（基礎自治体）。

## 地理

### 人口
| アドラーダスの人口推移 1900－2010                       |
|                                                         |
| 出典:INE（スペイン国立統計局）1900年 - 1991年、1996年 - |

## 政治
自治体首長はカスティーリャ・イ・レオン国民党（Partido Popular de Castilla y León）のプリフィカション・ロドリガルバレス・ロペス（Purificación Rodrigálvarez López）で、自治体評議員は、カスティーリャ・イ・レオン国民党（Partido Popular de Castilla y León）：2、ソリア県民プラットフォーム（Plataforma del Pueblo Soriano、略称P.P.SO.）：1となっている（2011年5月22日の自治体選挙結果、得票順）。
| 2011年5月22日自治体選挙 |        |        |          |
| 政党                    | 得票数 | 得票率 | 獲得議席 |
| PP                      | 43     | 61.43% | 2        |
| P.P.SO.                 | 23     | 32.86% | 1        |

注：過去の選挙は、候補者に対する信認投票なので割愛。

### 司法行政
アドラーダスはアルマサン司法管轄区に属す。